# Украйна без Кучма
„Украйна без Кучма“ (УБК, Кучмагейт); на украински: Україна без Кучми) е протестна кампания в Украйна през 2000 – 2001 г. Тя започва в края на 2000 г. след публикуването в медиите на аудиозаписи, свидетелстващи за евентуалното участие на президента на Украйна Леонид Кучма в редица престъпления, включително изчезването на журналиста Георгий Гонгадзе. Инициатори на протестите са група безпартийни общественици. Исканията им са: оставка на президента Кучма, на вътрешния министър Юрий Кравченко, на ръководителя на Службата за сигурност на Украйна Леонид Деркач и на генералния прокурор Михаил Потебенко. Протестиращите не подкрепят нито един от претендентите за президент, но призовават за „промяна на системата от социални, икономически и политически отношения в Украйна“, включително премахване на системата „президентски авторитаризъм“ и преход към парламентарна република.
Координаторите на акциите са членът на студентското движение от 80-те и 90-те години на 20 век, безпартийният Валентин Чемерис и членът на Социалистическата партия на Украйна, Юрий Луценко.

## Предистория
На 28 ноември 2000 г. Александър Мороз (по това време – лидер на социалистическата фракция в парламента) публикува аудиозаписи от разговори на хора, наподобяващи гласовете на висши длъжностни лица на Украйна. Те свидетелстват в полза на версията, според която президентът Леонид Кучма е поръчал отвличането и убийството на опозиционния журналист Георги Гонгадзе през нощта на 16 септември 2000 г. Събитията, започнали в зданието на Върховната Рада (където Мороз за първи път представя записите на разговорите на Кучма с други високопоставени служители) и наречени „Касетен скандал“, много бързо се преместват по улиците на Киев.

## Началото на протестите
Първата протестна акция се провежда на 15 декември 2000 г. Акцията „Украйна без Кучма“ е подкрепена от 24 политически партии и обществени организации, включително Социалистическата партия на Украйна, Украинската народна партия „Събор“, Украинската републиканска партия, партия „Реформи и ред“, УНА-УНСО, Украинския комунистически младежки съюз (младежката организация на Комунистическата партия на Украйна), Всеукраинската партия на работниците и други, както националистически, така и леви партии. Протестиращите издигат палатков лагер в центъра на Киев с искане за оставката на президента и ръководителите на правоприлагащите органи, и независимо разглеждане на случая с изчезналия журналист Гонгадзе.
На 27 декември акцията „Украйна без Кучма“ е временно ограничена – под предлог за реконструкция на Площада на независимостта, протестиращите са принудени да премахнат палатките си и да напуснат площада.
На 14 януари 2001 г. стартира вторият етап от кампанията. Представители на опозицията разпъват палатките си по Крешчатик – от строителната площадка на бъдещия Паметник на независимостта до Бесарабския площад. През втората половина на януари и през целия февруари са проведени акции на гражданско неподчинение, митинги и демонстрации на Крешчатик и Майдан незалежности, с искане за оставката на Леонид Кучма и всички ръководители на силите за сигурност.
На 1 март 2001 г. палатковият лагер на Крешчатик е ликвидиран.

## Събития от 9 март 2001 г.
На 8 март 2001 г., в навечерието на рождения ден на Тарас Шевченко и традиционните официални събития за тази дата (полагане на цветя на паметника на поета), опозицията прави изявление, че няма да позволи на Леонид Кучма да влезе в парка. В отговор, през нощта на 9 март около парк Шевченко са разположени няколко хиляди полицаи.
Около 8 часа сутринта на 9 март Кучма пристига в парка и, след като полага цветя, незабавно напуска Украйна, заминавайки в командировка в чужбина. По това време демонстрантите безуспешно се опитват да пробият редиците на служителите на реда. Между 9 и 10 ч. сутринта полицията задържа няколко демонстранти и ги отвежда в столичното управление на МВР. Между 11 и 14 часа следобед митингът продължава в парка, и се превръща в поход под стените на Министерството на вътрешните работи с искане за освобождаване на задържаните.
От 14 до 15 часа в центъра на Киев се провежда многохилядна демонстрация с лозунги и транспаранти. Хората искат оставката на Кучма и подвеждане под отговорност. В 15 ч. протестиращите спират пред стените на президентската администрация. Служители на „Беркут“ препречват пътя им, в покрайнините на улица Банкова започват масови сблъсъци. Някои от демонстрантите се отделят от основната колона, приближават до оградата и започват да хвърлят предмети. Служитете на реда отвръщат с димни гранати в тълпата. В отговор протестиращите се опитват да притиснат редиците на охраната и полицията започва да използва палки и сълзотворен газ. Добре екипираните служители на „Беркут“ надделяват над тълпата. За това, че Министерството на вътрешните работи се е подготвяло за подобно развитие на събитията на улица „Банкова“, свидетелства предварителното разполагане на силите и оперативното видеозаснемане, което е извършено от полицията и което е използвано от разследващите като основа за арестуване на опозиционери и повдигане на обвинение срещу тях. Сблъсъците пред сградата на администрацията продължават от тридесет до четиридесет минути и завършват с отстъплението на демонстрантите.
Около 17 часа в Учителския дом започва учредителният конгрес на движението „За истината!“, чиито делегати са предимно студенти. В същото време, на улица Димитров, специалните сили са изпратени в централата на УНА-УНСО, дясна радикална организация, която активно се проявява в антипрезидентски изяви, охранява палатковия лагер и участва във всички действия на „Украйна без Кучма“. Членовете на организацията, начело с лидера Андрей Шкил, са отведени в различни регионални полицейски управления.
В същото време на жп гарите в Киев полицията задържа млади хора, които според служителите на реда биха могли да принадлежат към опозицията. Идентификацията им се извършва по символите на „Украйна без Кучма“. Общо този ден над 300 души са изпратени зад решетките. Преобладаващото мнозинство от тях (особено след намесата в случая на омбудсмана за правата на човека Нина Карпачева) е освободено на следващия ден или изтърпява няколкодневни присъди с формулировка „за неприлично проведение на обществени места“ или подобни. 19 подсъдими от най-активните обвиняеми по делото обаче са осъдени на лишаване от свобода за срокове от 2 до 4,5 години с формулировката „за организиране на масови безредици“.

## Реакция на властите
На 13 февруари 2001 г. президентът Леонид Кучма, министър-председателят Виктор Юшченко и председателят на Върховната Рада Иван Плюш подписват „писмото на тримата“, в което те, обръщайки се към своите сънародници, твърдят, че против държавата е разгърната „безпрецедентна политическа кампания с всички признаци на психологическа война.“ и наричат случващото се „украинска разновидност на фашизма“.

## Резултати
Под натиска на протестите президентът Кучма уволнява вътрешния министър Кравченко и ръководителя на Службата за сигурност Деркач.
На 29 май 2001 г. министър-председателят Виктор Юшченко е освободен от поста си на министър-председател и се присъединява към опозицията.
На 25 декември 2002 г. съд, председателстван от Иван Волик, произнася присъда по „делото от 9 март“. Николай Ляхович е осъден на 5 години затвор, Николай Карпюк – на 4,5 години, Мазур, Зайченко, Галчик и Мирончик – на 4, Бойко и Горошчук – на 3,5 години, Бурячок – на 3 години, Назар – на 2 години и 3 месеца.